# Куп шест нација 2006.
Куп шест нација 2006. (службени назив: 2006 RBS 6 Nations) је било 112. издање овог најелитнијег репрезентативног рагби такмичења Старог континента, а 7. од проширења Купа пет нација на Куп шест нација.
Такмичење спонзорисано од Краљевске банке Шкотске, освојила је Француска захваљујући бољој поен разлици у односу на другопласирану Ирску, која је савладала све друге острвске репрезентације. Италија је завршила на последњем месту, а Енглеска и Велс су играли испод сваког нивоа. 

## Учесници
Напомена:
Северна Ирска и Република Ирска наступају заједно.
|   | Селекција                      | Стадион                             | Селектор       |
| - | ------------------------------ | ----------------------------------- | -------------- |
| 1 | Рагби репрезентација Француске | Стад де Франс, Париз (81 338)       | Бернар Лапорт  |
| 2 | Рагби репрезентација Италије   | Стадион Фламинио, Рим (30 000)      | Пјер Бербизиер |
| 3 | Рагби репрезентација Енглеске  | Стадион Твикенам, Лондон (82 000)   | Енди Робинсон  |
| 4 | Рагби репрезентација Шкотске   | Стадион Марифилд, Единбург (67 144) | Френк Хеден    |
| 5 | Рагби репрезентација Велса     | Стадион Миленијум, Кардиф (74 500)  | Мајк Рудок     |
| 6 | Рагби репрезентација Ирске     | Кроук парк, Даблин (82 300)         | Еди О'Саливен  |

## Такмичење

### Прво коло
Ирска - Италија 26-16
Енглеска - Велс 47-13
Шкотска - Француска 20-16

### Друго коло
Француска - Ирска 43-31
Италија - Енглеска 16-31
Велс - Шкотска 28-18

### Треће коло
Француска - Италија 37-12
Шкотска - Енглеска 18-12
Ирска - Велс 31-5

### Четврто коло
Велс - Италија 18-18
Ирска - Шкотска 15-9
Француска - Енглеска 31-6

### Пето коло
Италија - Шкотска 10-13
Велс - Француска 16-21
Енглеска - Ирска 24-28

## Табела
|   | Селекција                      | ИГ | Д | Н | И | ПД  | ПП  | ПР  | ЕД | Б |  |
| - | ------------------------------ | -- | - | - | - | --- | --- | --- | -- | - |  |
| 1 | Рагби репрезентација Француске | 5  | 4 | 0 | 1 | 148 | 85  | +63 | 18 | 8 |  |
| 2 | Рагби репрезентација Ирске     | 5  | 4 | 0 | 1 | 131 | 97  | +34 | 12 | 8 |  |
| 3 | Рагби репрезентација Шкотске   | 5  | 3 | 0 | 2 | 78  | 81  | -3  | 5  | 6 |  |
| 4 | Рагби репрезентација Енглеске  | 5  | 2 | 0 | 3 | 120 | 106 | +14 | 12 | 4 |  |
| 5 | Рагби репрезентација Велса     | 5  | 1 | 1 | 3 | 80  | 135 | -55 | 9  | 3 |  |
| 6 | Рагби репрезентација Италије   | 5  | 0 | 1 | 4 | 72  | 115 | -53 | 5  | 1 |  |

| Победник Купа шест нација 2006.           |
| ----------------------------------------- |
| Рагби репрезентација Француске 15. титула |

## Индивидуална стастика
Највише поена
- Ронан О'Гара 72, Ирска
- Крис Патерсон 57, Шкотска
- Чарли Хоџсон 44, Енглеска

Највише есеја
- Мирко Бергамаско 3, Италија
- Шејн Хорган 3, Ирска
- Марк Квејто 2, Енглеска

Најбољи играч турнира
- Брајан О'Дрискол, Ирска